# Гимботовка
Гимботовка (бел. Гі́мбатаўка) — деревня в Мстиславском районе Могилёвской области Белоруссии. Входит в состав Копачевского сельсовета.

## География
Деревня находится в северо-восточной части Могилёвской области, в пределах Оршанско-Могилёвской равнины, к востоку от реки Вихра, на расстоянии примерно 6 километров (по прямой) к северу от Мстиславля, административного центра района. Абсолютная высота — 180 метров над уровнем моря.

## Этимология
Название одноименное, от двухосновного балтско-литовского имени Gim-but'as. В литовской антропонимии известны соответствующие именные основы Gim- i But-.

## История
В конце XVIII века деревня входила в состав Мстиславского воеводства Великого княжества Литовского.
Согласно «Списку населенных мест Могилёвской губернии» 1910 года издания населённый пункт входил в состав Гимботовского сельского общества Ослянской волости Мстиславского уезда Могилёвской губернии. В деревне имелось 24 двора и проживало 119 человек (64 мужчины и 55 женщин).
До 2013 года Гимботовка входила в состав ныне упразднённого Лютненского сельсовета.

## Население

### Численность
- 2009 год — 5 жителей

### Динамика
- 2009 год — 5 жителей (перепись населения)

## Известные лица
- Семенков, Виктор Иванович — белорусский юрист. Член-корреспондент Национальной академии наук Беларуси (1980), доктор юридических наук (1977), профессор (1979). Заслуженный деятель науки Республики Беларусь (1996). Участник Великой Отечественной войны.